# Вердеова константа
Вердеова константа је оптичка константа, којом се одређује јачина Фарадејевог ефекта за дату супстанцу. Вердеова константа зависи од таласне дужине светлости. 
Име је добила у част француског физичара Емила Вердеа (Emile Verdet) (1824-1866).
Прави разлог због чега долази до појаве циркуларног двојног преламања може се разумети тек уз помоћ квантне механике. Лево или десно циркуларно поларизовани зрак је млаз фотона са спином 1 и магнетним подстањима +1 или -1. Ови фотони могу да побуде само електроне у одговарајућим магнетним подстањима. Ван поља та електронска стања су идентична (дегенерисана) и обе врсте фотона једнако интереагују са електронима, дакле имају исте брзине односно индексе преламања у датој средини. Међутим, магнетско поље уклања ову дегенерацију електронских нивоа (Земанов ефекат) што значи да различити поднивои имају различите енергије. Те разлике у енергијама доводе до малог помака у фреквенцијама које се могу побудити у прелазима међу тим поднивоима. Та фреквенција помака, Ларморова фреквенција, ωL = (e/2m)B, где је е елементарно наелетрисање а м маса електрона, пропорционална је индукцији спољашњег поља, В. Дакле, у магнетском пољу фотони у подстању +1 сусрећу се са молекулсим осцилаторима чија је сопствена фреквенција мало различита од енергије осцилатора са којима интереагују фотони у подстању -1 што доводи до разлике у њиховим релативним брзинама па тако и индексима преламања. На основу такве анализе Бекерел је 1897. године извео формулу за Вредеову константу која зависи од таласне дужине светлости, дисперсије и особина електрона:
{\displaystyle {\mathcal {V}}={\mathcal {V}}'\cdot \lambda \cdot {\frac {dn}{d\lambda }}}
где је
{\displaystyle {\mathcal {V}}'=-{\frac {e}{2m_{e}}}}
а
{\displaystyle {\frac {dn}{d\lambda }}} дисперзиона релација.
- {\displaystyle \lambda }: таласна дужина
- {\displaystyle n}: индекс преламања
- {\displaystyle e}: елементарно наелектрисање
- {\displaystyle m_{e}}: маса електрона